# Bồn địa Pannonia

Bồn địa Pannonia (đánh dấu III.), bao quanh bởi Dãy núi Karpat và cao nguyên Transilvania (IV.) ở phía đong và bắc. Trên bản đồ cũng có các vùng đất thấp Romania (II.) và các vùng lõm dưới Karpat (I.) ở phía sau dãy Karpat (cũng gọi là Ngoại Karpat)

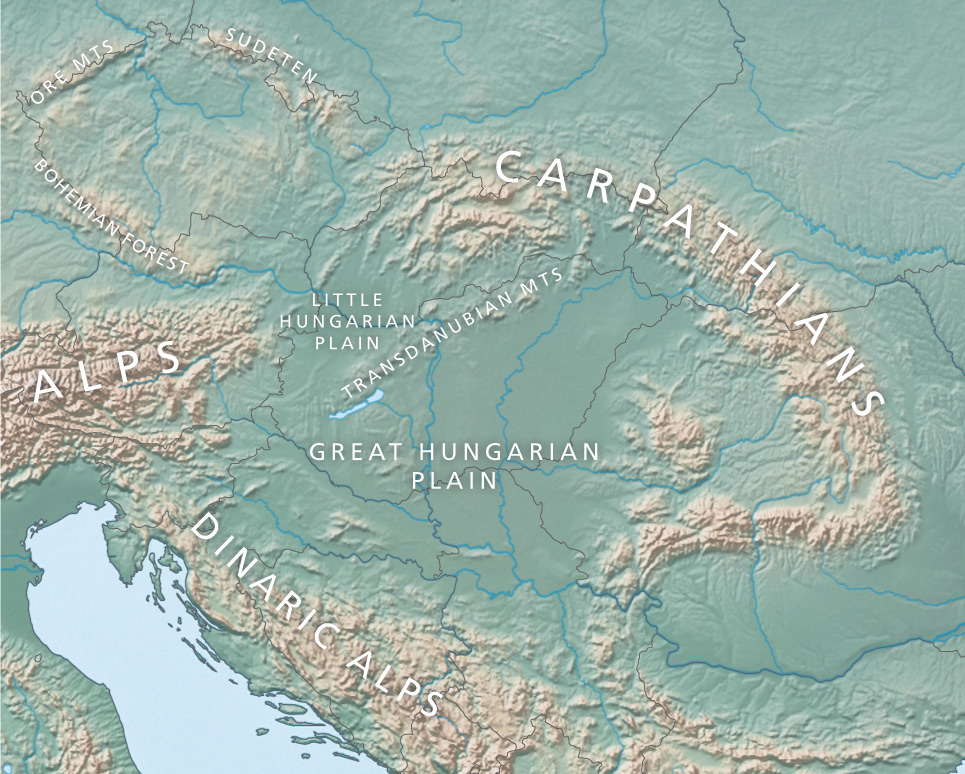
Địa hình của bồn địa và các dãy núi xung quanh

Bồn địa Pannonia hay bồn địa Karpat là một bồn địa rộng lớn tại Đông-Trung Âu. Thuật ngữ địa mạo đồng bằng Pannonia được sử dụng rộng rãi hơn để chỉ khu vực này tuy vậy nó có đôi chút khác biệt vì có nghĩa ám chỉ về vùng đất thấp, đồng bằng vẫn còn khi biển Pannonia từ thế Thượng Tân trở nên khô cạn. Đây là một hệ thống địa mạo phụ của hệ thống Alpes-Himalaya. Sông Danube phân chia đồng bằng gần như thành hai nửa. Đồng bằng phần lớn bao gồm đồng bằng Đại Hungaria (ở phía nam và đông, bao gồm Đất thấp Đông Slovak) và đồng bằng Tiểu Hungaria (ở phía tây bắc), bị phân chia bởi dãy núi Ngoại Danube.
Bồn địa Pannonia nằm ở phần đông nam của Trung Âu, hoặc tại ranh giới giữa Trung Âu, Đông Âu và Đông Nam Âu (Balkan). Bồn địa tạo thành một vùng địa hình riêng biệt trong cảnh quan châu Âu, bao quanh là các dãy núi hùng vĩ: dãy núi Karpat, Alpes, Dinaric và dãy núi Balkan. Bồn địa trải rộng đến Viên ở phía tây bắc, Zagreb ở tây nam, Beograd ở đông nam và Satu Mare ở phía đông bắc.
Theo biên giới quốc gia hiện nay, bồn địa tập trung tại lãnh thổ của Hungary, song cũng trải rộng đến Vojvodina, Cộng hòa Serbia, Trung Croatia và Slavonia tại Cộng hòa Croatia, miền tây Slovakia, Đất thấp Đông Slovak (bao gồm mũi tây nam của Ukraina), bên cạnh đó là các khu vực biên giới của miền bắc Bosnia và Herzegovina, miền tây Transilvania tại România, và các mũi phía đông của Slovenia và Áo.